# Norra Örsjön (Älgå socken, Värmland)
Norra Örsjön är en sjö i Arvika kommun i Värmland och ingår i Göta älvs huvudavrinningsområde. Sjön är 34,5 meter djup, har en yta på 0,507 kvadratkilometer och befinner sig 210,5 meter över havet. Sjön avvattnas av vattendraget Älgån (Mörtebäcken). Vid provfiske har bland annat abborre, elritsa, lake och röding fångats i sjön.

## Delavrinningsområde
Norra Örsjön ingår i det delavrinningsområde (661892-130564) som SMHI kallar för Utloppet av Norra Örsjön. Medelhöjden är 244 meter över havet och ytan är 3,18 kvadratkilometer. Det finns inga avrinningsområden uppströms utan avrinningsområdet är högsta punkten. Älgån (Mörtebäcken) som avvattnar avrinningsområdet har biflödesordning 3, vilket innebär att vattnet flödar genom totalt 3 vattendrag innan det når havet efter 283 kilometer. Avrinningsområdet består mestadels av skog (82 procent). Avrinningsområdet har 0,5 kvadratkilometer vattenytor vilket ger det en sjöprocent på 15,8 procent.

## Fisk
Vid provfiske har följande fisk fångats i sjön:
- Abborre
- Elritsa
- Lake
- Röding
- Öring